# Henriette Avram
Henriette Regina Davidson Avram (7 de octubre de 1919-22 de abril de 2006) fue una bibliotecaria y programadora informática estadounidense que desarrolló para la Biblioteca del Congreso (EE. UU.) el formato MARC 21 para catalogar documentos de manera automatizada, un formato que sería aplicado en la comunidad bibliotecaria internacional.

## Biografía
Nace en Manhattan (Nueva York) y desde pequeña frecuentó las bibliotecas públicas, aunque nunca pensó que terminaría trabajando en ellas. Estudió matemáticas en la Universidad George Washington y empezó su carrera profesional en 1952 como analista de sistemas en la Agencia de seguridad nacional (NSA) en Arlington (Virginia). Posteriormente, trabajó en la American Research Bureau y en la compañía de software Datatrol Corporation. Aunque en ambas compañías trabajó la programación, fue en la segunda donde tuvo contacto con las bibliotecas. Avram tuvo que reciclarse en biblioteconomía cuando fichó por la Biblioteca del Congreso en 1965. Allí lideró el proceso de automatización del fondo bibliográfico y su control, llamado Marc Pilot. 
También participó en proyectos como la fundación de la National Cooperative Cataloging Project (NCCP), fue miembro del comité encargado por la IFLA para la creación de las normas ISBD para monografías o ayudó en la creación del Linked systems project (LSP) para conectar la Biblioteca del Congreso con otras bibliotecas.
Fue directora del Network Advisory Committee desde su fundación en 1976.
Se jubiló de la Biblioteca del Congreso en 1992.
Estuvo casada y fue madre de 3 hijos. Muere en Miami, Florida.

## Proyecto Machine Readable Cataloging, MARC
Avram diseñó un formato de registro bibliográfico que podía ser leído y procesado con éxito por ordenador. Entre 1966 y 1968, la Biblioteca del Congreso hizo experimentar el formato MARC 21 en 16 bibliotecas americanas. Durante ese tiempo, la Biblioteca del Congreso catalogó y envió periódicamente a esas bibliotecas las fichas bibliográficas en el formato Marc sobre bandas magnéticas. Allí, las trataban en los ordenadores locales y ampliaban sus catálogos. El experimento obtuvo un gran éxito.
La Biblioteca Británica pronto mostró su interés y, junto con otros bibliotecarios de otros países y otras instituciones bibliográficas, le pidió la creación de un formato internacional normalizado. Ese proyecto fue denominado Marc II y consistía en facilitar el intercambio de datos y en ser capaz de procesar la información bibliográfica de toda clase de documentos (libros, publicaciones periódicas, música, mapas, películas...). Este formato fue adoptado en varios países y se creó la norma ISO 2709, utilizada para desarrollar la catalogación informática, especificando los elementos de todo tipo de documento.
Avram también dirigió el proyecto piloto Recon destinado a evaluar el uso de fuentes centralizadas para la conversión retrospectiva de los registros bibliográficos en papel.

## Reconocimientos
Henriette Avram recibió numerosos premios. La American Library Association (ALA) le otorgó la Medalla Melvin Dewey en 1981 y el Premio Lippincott en 1988. También fue premiada con el Premio de la Special Librarianship Association (SLA) en 1990.
La IFLA la nombró miembro honorífico en 1987.